# 费利切·马里亚尼
费利切·马里亚尼（義大利語：Felice Mariani，1954年7月8日—），意大利男子柔道运动员。他曾代表意大利参加1976年和1984年夏季奥林匹克运动会柔道比赛，其中1976年奥运会获得一枚铜牌。